# Vanessa Fernandes
Vanessa de Sousa Fernandes (ur. 14 września 1985 w Perosinho) – portugalska triathlonistka, wicemistrzyni olimpijska, mistrzyni świata.
Największym jej sukcesem jest srebrny medal igrzysk olimpijskich w Pekinie oraz złoty medal mistrzostw świata w 2007 roku. 
Okazjonalnie startuje także w zawodach lekkoatletycznych (rekord życiowy w półmaratonie – 1:12:28), w 2010 była 62. w biegu seniorek podczas mistrzostw świata w przełajach.